# Hatun Sürücü
Hatun «Aynur» Sürücü, també coneguda com a Hatun Sürücü, (Berlín Occidental, 17 de gener de 1982 - Berlín, 7 de febrer de 2005) va ser una dona kurda que vivia a Alemanya, la família de la qual era originària de la província d'Erzurum, Turquia. Va ser assassinada als 23 anys a Berlín, pel seu germà petit, en un crim d'honor i sororicidi. Sürücü s'havia divorciat del cosí amb qui es va veure obligada a casar-se als 16 anys i, segons es diu, estava sortint amb un home alemany. El seu assassinat va provocar un debat públic sobre el matrimoni forçat en famílies musulmanes.
Sürücü va ser enviada al seu poble ancestral per la seva família i obligada a casar-s'hi amb un cosí als 16 anys. L'any 1999 va donar a llum un fill, en Can. L'octubre d'aquell any va fugir de la casa dels seus pares a Berlín, trobant refugi en una llar per a mares menors d'edat. Va assistir a escola i es va instal·lar al seu propi apartament situat al barri berlinès de Tempelhof. En el moment de l'assassinat, estava al final de la seva formació per convertir-se en electricista.

## Assassinat
El 7 de febrer de 2005, en una parada d'autobús prop del seu apartament, va ser assassinada amb tres trets al cap. La policia va detenir tres dels seus germans el 14 de febrer. Després de diverses setmanes de cobertura informativa, els mitjans de comunicació van començar a qualificar l'assassinat de crim d'honor, ja que Sürücü havia rebut amenaces i les havia denunciat a la policia abans que la matessin.

## Acusació
El juliol de 2005, la fiscalia de Berlín va acusar els germans de Sürücü del seu assassinat. El 14 de setembre de 2005, Ayhan Sürücü, el germà petit, va confessar haver assassinat la seva germana. L'abril de 2006, va ser condemnat a nou anys i tres mesos de presó, i els seus dos germans grans van ser absolts dels càrrecs de conspirar en l'assassinar de la seva germana. La fiscalia va recórrer immediatament una cassació davant el Tribunal Federal de Justícia (Bundesgerichtshof) i la 5a divisió penal del Tribunal Federal de Justícia va anul·lar la condemna i va permetre una revisió. Un nou procediment penal havia de tenir lloc l'agost de 2008.
Després de completar la seva condemna el 4 de juliol de 2014, Ayhan Sürücü va ser alliberat de la presó i deportat d'Alemanya a Turquia.

## Indignació pública

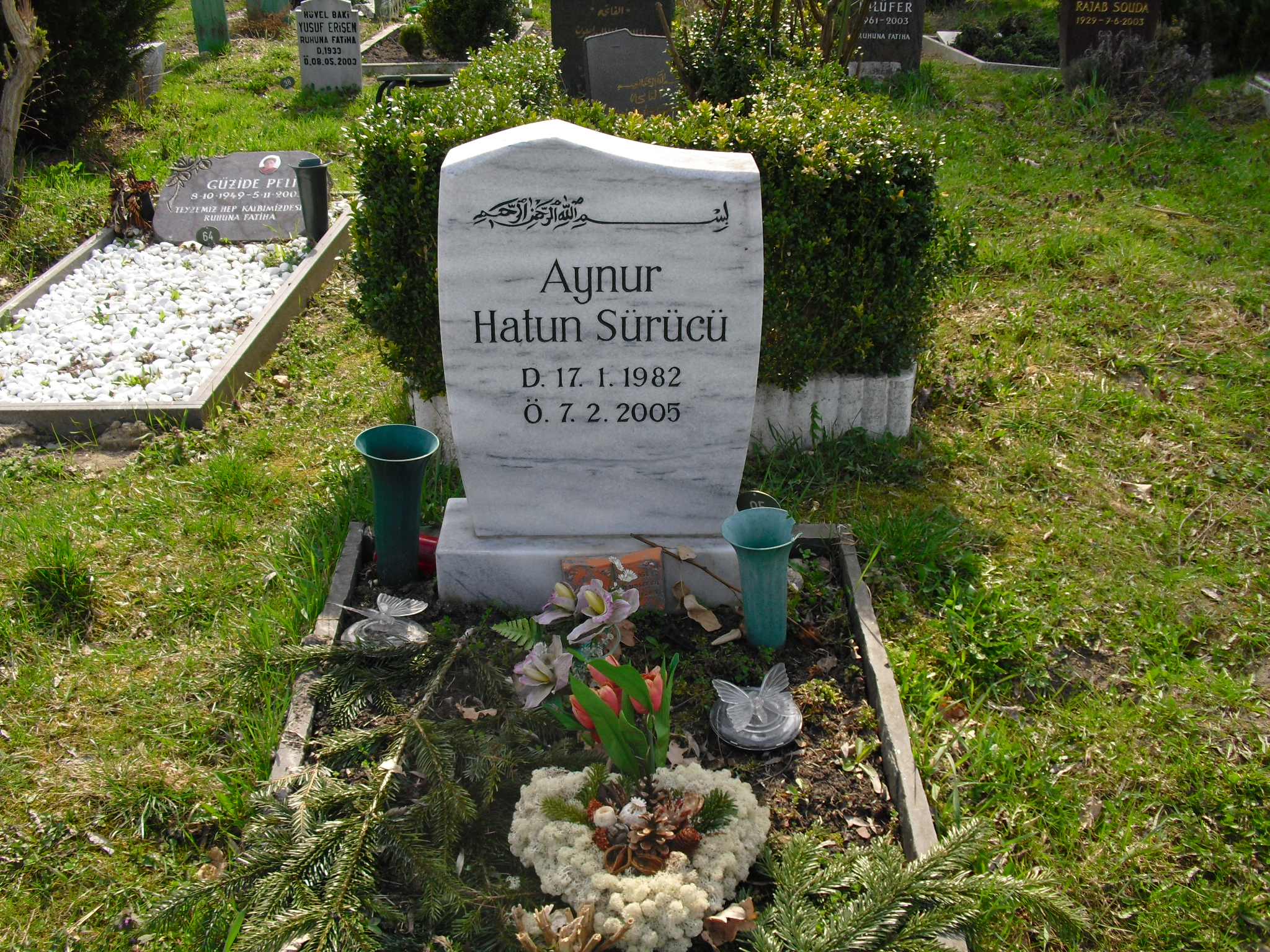
La tomba d'Hatun Sürücü a Berlín-Gatow

L'assassinat de Sürücü va ser el sisè assassinat d'honor des de l'octubre de 2004. El 22 de febrer de 2005, al lloc del crim, es va celebrar una vetlla convocada per l'associació gai i lesbiana de Berlín, a la qual van assistir uns 100 alemanys i turcs. El 24 de febrer es va celebrar una segona vetlla, convocada per polítics i artistes alemanys. L'assassinat de Sürücu i diversos casos similars a Alemanya i altres llocs d'Europa van ser citats pels opositors polítics a l'admissió de Turquia a la Unió Europea com un exemple de menyspreu dels drets humans en la cultura turca, malgrat que la víctima fos d'ascendència kurda.
El comportament de la família Sürücü va tornar a provocar la indignació pública quan la germana d'Hatun, Arzu, va sol·licitar la custòdia del fill de sis anys d'Hatun, Can, que vivia amb una família d'acollida a Berlín des de l'assassinat de la seva mare. Vuit mesos després, el tribunal de districte de Berlín-Tempelhof va rebutjar la petició. Arzu Sürücü va recórrer aquesta decisió, però el recurs va ser desestimat.
El públic continua manifestant-se per Hatun en l'aniversari de la seva mort. Activistes i ciutadans dipositen corones de flors en la seva memòria i fan campanya per ajudar a les nenes que s'enfronten al matrimoni forçat i a la violència relacionada amb l'honor. Giyasettin Sayan, un polític kurd, es va queixar que cap representant kurd va ser convidat a manifestacions després de l'assassinat de Sürücü, dient: «Tots som de Turquia, però no tots som turcs».

## Llegat
- Un pont de Neukölln, Berlín, va rebre el nom de la víctima.[9]
- Die Fremde va ser la primera pel·lícula estrenada l'any 2010 inspirada pels esdeveniments.[10]
- A Regular Woman, una pel·lícula feta sobre el crim, es va estrenar el 2019.[11]